# Pingtung
Pingtung (屏東市T, 屏东市S, Píngdōng shìP, P'ing-tung shihW, POJ: Pîn-tong-chhī) è la capitale della Contea di Pingtung, una delle contee di Taiwan.

## Geografia fisica
La contea di Pingtung è la più meridionale di Taiwan, e la città si trova ad est di Kaohsiung e Fengshan. Circondata dalla Catena Montuosa Centrale ad est e dalla costa ad ovest, ha un clima umido ed afoso in estate ed abbastanza fresco in inverno. La maggior parte dei suoi abitanti si sposta per lavoro o per affari a Kaohsiung, rendendola una città di pendolari.

## Istruzione
- 國立屏東教育大學 Università Nazionale dell'Educazione di PingTung
- 國立屏東商業技術學院 Istituto Nazionale del Commercio di Pingtung
- 國立屏東高中 Scuola superiore nazionale di Pingtung
- 國立屏東女中 Scuola superiore femminile nazionale di Pingtung
- 國立屏東高工 Scuola superiore nazionale di Vocazione Industriale di Pingtung
- 縣立大同中學 Scuola superiore Da Tung della contea di Pingtung
- 私立屏榮高中 Scuola superiore privata Ping-Rong
- 私立陸興中學 Scuola superiore privata Lu-Shin
- 私立華洲工家職業學校 Scuola superiore privata di Vocazione Industriale e Domestica Hua-Chou
- 私立民生家商職業學校 Scuola superiore privata di Vocazione Economica e Commerciale Minsheng

## Infrastrutture e trasporti
- Aeroporto di Pingtung (屏東機場)
- Stazione autobus vicino alla stazione ferroviaria[1][2]